# Langoliery (miniserial)
Langoliery (The Langoliers) – dwuodcinkowy miniserial telewizyjny z 1995 roku. Serial jest adaptacją noweli Stephena Kinga pt. Langoliery. Był też emitowany w Polsce pod tytułem Pożeracze czasu.

## Treść
Z Los Angeles startuje samolot pasażerski do Bostonu. Jest pełen ludzi. Po starcie część pasażerów zasypia. Kiedy się budzą okazuje się, że pozostali ludzie zniknęli. Pozostały po nich zegarki, pieniądze i inne rzeczy. Oni sami pędzą w pustym pozbawionym załogi samolocie.
Na szczęście wśród nich jest też pilot, który leciał nim prywatnie. On przejmuje stery.

## Główne role
- Patricia Wettig – Laurel Stevenson
- Dean Stockwell – Bob Jenkins
- David Morse – kapitan Brian Engle
- Mark Lindsay Chapman – Nick Hopewell
- Frankie Faison – Don Gaffney
- Baxter Harris – Rudy Warwick
- Kimber Riddle – Bethany Simms
- Christopher Collet – Albert "Ace" Kaussner
- Kate Maberly – Dinah Catherine Bellman
- Bronson Pinchot – Craig Toomey
- Stephen King  – Tom Holby